# Araneus dospinolongus
Araneus dospinolongus là một loài nhện trong họ Araneidae.
Loài này thuộc chi Araneus. Araneus dospinolongus được Alberto Barrion & James A. Litsinger miêu tả năm 1995.